# Bunt
Bunt är en term inom tryckeribranschen för innermarginal.
När begreppet förekommer i samband med sats- och tryckyta avses den otryckta men tryckbara spalten på någon centimeter som löper utmed tidningens rygg.